# Исланд на Светском првенству у атлетици у дворани 2014.
Исланд је на Светском првенству у атлетици у дворани 2014. одржаном у Сопоту од 7. до 9. марта учествовао четрнаести пут. Репрезентацију Исланда представљала су два такмичара (1 мушкарац и 1 жена), који су се такмичили у трци на 800 метара.,
На овом првенству Исланд није освојио ниједну медаљу. Није било нових националних, личних и рекорда сезоне.

## Учесници
| Мушкарци: - Кристијан Тор Кристансон — 800 м | Жене: - Анита Хинриксдотир — 800 м |  |

## Резултати

### Мушкарци
| Атлетичар                | Дисциплина | Лични рекорд | Квалификација | Квалификација | Финале               | Финале       | Детаљи |
| Атлетичар                | Дисциплина | Лични рекорд | Резултат      | Место         | Резултат             | Место        | Детаљи |
| ------------------------ | ---------- | ------------ | ------------- | ------------- | -------------------- | ------------ | ------ |
| Кристијан Тор Кристансон | 800 м      | 1:51,22      | 1:51,20 ЛР    | 5. у гр. 3    | Није се квалификовао | 14 / 17 (19) |        |

### Жене
| Атлетичарка        | Дисциплина | Лични рекорд | Квалификација                     | Квалификација                     | Финале                | Финале                | Детаљи |
| Атлетичарка        | Дисциплина | Лични рекорд | Резултат                          | Место                             | Резултат              | Место                 | Детаљи |
| ------------------ | ---------- | ------------ | --------------------------------- | --------------------------------- | --------------------- | --------------------- | ------ |
| Анита Хинриксдотир | 800 м      | 2:01,81 НР   | дисквалификована по чл. 163,3 (б) | дисквалификована по чл. 163,3 (б) | Није се квалификовала | Није се квалификовала |        |